# Rubén Rayos
Rubén Rayos Serna dit Rayo est un footballeur espagnol né le 21 juin 1986 à Elche. Il évolue au poste de milieu offensif.

## Biographie
Avec les clubs d'Asteras Tripolis et du Maccabi Haïfa, il participe à la Ligue Europa.
Le 8 juillet 2015, Rayo s'engage pour deux saisons avec option au FC Sochaux-Montbéliard.

## Palmarès
- Élu meilleur joueur de "Segunda B" lors de la saison 2010/2011
- Élu joueur étranger de l'année du championnat de Grèce en 2013